# Idaea laureata
Idaea laureata là một loài bướm đêm trong họ Geometridae.